# 伊安尼斯·費特法季齊斯
伊安尼斯·費特法季齊斯（希臘語：Ιωάννης Φετφατζίδης，羅馬化：Giannis Fetfatzidis，1990年12月21日—）是希臘的一位足球運動員。他現在效力于塞浦路斯甲組足球聯賽球隊尼科西亚希腊人竞技足球俱乐部。並且也代表希臘國家足球隊參賽。